# Galinoporni
Galinoporni (in greco Γαληνόπορνη?; in turco: Kaleburnu) è un villaggio Turco-Cipriota nell'isola di Cipro, situato sulla costa meridionale della penisola del Karpas, nel nordest dell'isola. Esso è appartenente de iure al distretto di Famagosta di Cipro, mentre de facto si trova nel distretto di İskele della Repubblica Turca di Cipro del Nord. Galinoporni è dal 1974 sotto il controllo de facto della Repubblica Turca di Cipro Nord. Nel 2011, aveva una popolazione di 333 abitanti.

## Geografia fisica
Il villaggio di Galinoporni/Kaleburnu si trova sulla penisola di Karpassia/Karpaz, dieci chilometri a est di Gialousa/Yeni Erenköy e quattro chilometri a nord-est di Koroveia/Kuruova.

## Origini del nome
L'origine del nome Galinoporni è oscura. Alcuni sostengono che derivi dal nome greco delle prostitute francesi: Galia (francese) + porni (prostituta). Si sostiene inoltre che durante il periodo dei Lusignano il villaggio fosse utilizzato come luogo di esilio per le prostitute malate (Erciyas 2010, 104). Dal periodo ottomano, i turco-ciprioti provenienti da altre parti dell'isola hanno usato il nome Kaleburnu, che significa "castello del capo", per riferirsi al villaggio. Poiché il nome Galinoporni esisteva già prima dell'arrivo degli Ottomani, quest'ultima versione (Kaleburnu) deve essere stata una versione corrotta della prima.

## Monumenti e luoghi d'Interesse

### Siti archeologici
I dintorni del paese ospitano due siti dell'età del bronzo: a Kraltepe sono stati scavati i resti di un palazzo, i cui abitanti intorno al 1200 a.C. avevano contatti commerciali con la costa orientale del Mar Mediterraneo. A Nitovikla sono presenti i resti di una fortezza risalente al 1500 a.C., la cui cittadella venne eretta nello stile della fortezza ittita di Boğazköy in Anatolia. Inoltre, ad Avtepe è situato un importante gruppo di grotte, che ospitano resti di costruzioni.

## Società

### Evoluzione demografica
Il villaggio era popolato esclusivamente da turco-ciprioti, a parte un piccolo numero di greco-ciprioti che hanno vissuto nel villaggio fino al 1931. Durante la maggior parte del periodo britannico, la crescita della popolazione del villaggio ha mostrato una tendenza all'aumento, passando da 352 nel 1891 a 836 nel 1960. Dopo il 1974, la popolazione del villaggio è diventata stagnante ed è gradualmente diminuita.
Dalla sua popolazione originaria nessuno è stato sfollato; tuttavia, il villaggio è servito temporaneamente come centro di accoglienza per gli sfollati turco-ciprioti nel 1958 e nel 1964. Dal 1964 al 1974 ha fatto amministrativamente parte dell'enclave turco-cipriota di Galateia. Secondo il geografo Richard Patrick, nel 1971 non c'erano sfollati turco-ciprioti residenti nel villaggio. Ha inoltre stimato che la popolazione del villaggio fosse di 950 abitanti.
Attualmente il villaggio è occupato principalmente dai suoi abitanti originari. A causa della sua posizione isolata e della distanza dalle città, la maggior parte dei giovani tende a migrare in città o all'estero. La popolazione è diminuita costantemente dopo il 1974, passando da 836 persone nel 1960 a 543 nel 1978 e poi a 377 nel 1996. Secondo il censimento turco-cipriota del 2006, la popolazione di Galinoporni/Kaleburnu era di 351 persone.
Kaleburnu è frequentato nei mesi estivi da ricchi turco-ciprioti emigrati a Nicosia o in Inghilterra, i quali hanno fatto costruire nel villaggio le loro residenze estive. Anche se la religione praticata nel villaggio è da lungo tempo l'Islam, la lingua della popolazione era un tempo quella greca, e solo dopo il 1974 il turco poté gradualmente prendere piede tra gli abitanti di Kaleburnu.